# Com Muito Louvor
Com muito Louvor é o décimo segundo álbum de estúdio da cantora brasileira Cassiane, e o seu mais bem sucedido em vendas. Por vender mais de 750 mil cópias no Brasil, recebeu da ABPD um disco de platina triplo em 2015.
O disco foi produzido por Jairinho Manhães e recebeu a participação de vários músicos, como o tecladista Mito Pascoal, da banda Novo Som, os ex-integrantes do Rebanhão e do Primeira Essência Rogério dy Castro e Wagner Carvalho, além do guitarrista Toney Fontes e o tecladista Rogério Vieira. A mixagem foi feita por Gerê Fontes Jr e a Masterização por Toney Fontes.
Com muito Louvor é geralmente mencionado – ao lado de Palavras (1999), de Lauriete, e Muito Especial (1999) da Elaine de Jesusmo o registro musical que estabeleceu o termo "pentecostal" nas gravações evangélicas de sonoridade influenciada pelo power pop, e algumas de suas canções foram regravadas por outros cantores, como "Com muito Louvor" e "Oferta Agradável A Ti". Em 2015, foi considerado, por vários historiadores, músicos e jornalistas, como o 48º maior álbum da música cristã brasileira, em uma publicação dirigida pelo Super Gospel. Mais tarde, foi eleito pelo mesmo portal o 12º melhor álbum da década de 1990.
| Críticas profissionais | Críticas profissionais |
| Avaliações da crítica  | Avaliações da crítica  |
| Fonte                  | Avaliação              |
| ---------------------- | ---------------------- |
| O Propagador           | [ 10 ]                 |
| Super Gospel           | [ 7 ]                  |

## Faixas
| N.º | Título                  | Compositor(es)            | Duração |  |
| 1.  | "Com muito Louvor"      | Elizeu Gomes              | 5:05    |  |
| 2.  | "Festa no Céu"          | Josias Barbosa            | 3:08    |  |
| 3.  | "Com Cristo É Vencer"   | Daniel e Samuel           | 4:24    |  |
| 4.  | "Basta Uma Palavra"     | Léa Mendonça              | 3:35    |  |
| 5.  | "Fogo Santo"            | Flávia Afonso             | 3:27    |  |
| 6.  | "Hino da Vitória"       | Rozeane Ribeiro           | 3:47    |  |
| 7.  | "Cachoeira de Poder"    | Elizeu Gomes              | 3:49    |  |
| 8.  | "Santo, Santo"          | Isael dos Santos          | 3:31    |  |
| 9.  | "Oferta Agradável A Ti" | Edson Feitosa Ana Feitosa | 4:14    |  |
| 10. | "Forte Campeão"         | Flávia Afonso             | 5:16    |  |
| 11. | "Como Deus Não Há"      | Umberto Elias e Cassiane  | 2:57    |  |
| 12. | "Deus Tem Poder"        | Josué Teodoro             | 4:08    |  |
| 13. | "O Chamado"             | Marcelo Manhães           | 4:12    |  |
| 14. | "Tudo Novo"             | Arnaldo Rodrigues         | 5:31    |  |

## Clipes
- "Hino da Vitória"
- "Com muito Louvor"

## Ficha técnica
- Produção, Arranjo, Sax Alto, Teclado e Flauta: Jairinho Manhães
- Mixagem: Gere Fontes Jr
- Masterização: Toney Fontes
- Baixo nas faixas 3, 6, 8, 10 e 14: Marcos Natto
- Bateria nas faixas 3, 6, 8, 10 e 14: Sidney Pires
- Bateria nas faixas 4, 5, 9, 11 e 12: Camilo Mariano
- Baixo nas faixas 4, 5, 9, 11 e 12: Fernando Gaby
- Guitarra: Toney Fontes
- Teclado nas faixas 3, 6, 8, 10 e 14: Rogério Vieira
- Baixo nas faixas 1, 2, 7 e 13: Rogério dy Castro
- Bateria nas faixas 1, 2, 7 e 13: Wagner Carvalho
- Teclado nas faixas 1, 2, 7 e 13: Mito
- Teclado (faixas 4, 5, 9, 11 e 12) e Violão Aço: Jorge Aguiar
- Violão Nylon e Guitarra: Mindinho
- Percussão: Zé Leal
- Acordeon: Agostinho Silva
- Back Vocal: Cassiane, Jozyanne, Liz Lanne, Eyshila, Kátia Santana, Vânia Santos, Vanda Santos, Betânia Lima, Valéria Lima, Marquinhos Menezes e Isael dos Santos